# Halol
Halol est une ville et une municipalité (Tehsil) dans le district de Panchmahal dans l'État indien du Gujarat. En 2001, sa population totale était de 41,108 personnes. 

## Économie
La filiale indienne de MG Motor y possède une usine, avec une capacité de production annuelle de 125 000 véhicules et emploie près de 2 500 travailleurs.